# Kanta Gupta
 Chander Kanta Gupta  (* 8. Oktober 1938; † 27. März 2016) war eine kanadische Mathematikerin und Hochschullehrerin. Sie war Professorin der Mathematik an der University of Manitoba, Kanada und bekannt für ihre Forschungen zur abstrakten Algebra und Gruppentheorie.

## Leben und Werk
Gupta erwarb einen Bachelor-Abschluss an der University of Kashmir in Srinagar, einen Master-Abschluss an der Aligarh Muslim University in Aligarh und promovierte 1967 bei Michael Frederick Newman an der Australian National University in Canberra mit der Dissertation: Centre Extended by Metabelian Groups. Sie war Professorin für Mathematik an der Universität von Manitoba in Winnipeg, Kanada und forschte bei verschiedenen Auslandsaufenthalten in Mathematikinstitutionen unter anderem in Brasilien, Rom, Neapel, Athen.
Ihr Ehemann Narain Gupta (1936–2008) war ebenfalls ein Absolvent der Australian National University und Professor für Mathematik an der Universität von Manitoba.

## Veröffentlichungen (Auswahl)
- A bound for the class of certain nilpotent groups, Journal of the Australian Mathematical Society, Volume 5, 1965, S. 506–511
- The free centre-by-metabelian groups, Journal of the Australian Mathematical Society, Volume 16, 1973, S. 294–299

## Auszeichnungen (Auswahl)
- 1991: Wahl in die Royal Society of Canada
- 2000: Krieger-Nelson-Preis der Canadian Mathematical Society
- 2003: Acknowledged as one of the world leaders in the study of automorphisms in varieties of groups and algebras
- 2015: Ernennung zum Honorarprofessor der Chongqing University of Arts and Sciences, China